# Kim Tae-yeon
Đây là một tên người Triều Tiên, họ là Kim.
Kim Tae-yeon (Hangul: 김태연, Hán-Việt: Kim Thái Nghiên, sinh ngày 9 tháng 3 năm 1989), thường được biết đến với nghệ danh Taeyeon, là một nữ ca sĩ người Hàn Quốc. Cô nổi tiếng với tư cách là thành viên hát chính và trưởng nhóm của nhóm nhạc nữ Hàn Quốc Girls' Generation, đồng thời còn là thành viên của các nhóm nhỏ TTS và Oh!GG do SM Entertainment thành lập và quản lý. Bên cạnh đó, cô còn là thành viên của nhóm nhạc đặc biệt SM the Ballad và Got the Beat.
Được đánh giá là một trong những nghệ sĩ âm nhạc K-pop xuất sắc nhất trong thế hệ của mình và đồng thời là một trong những nghệ sĩ sở hữu giọng hát hay nhất K-pop, cô bắt đầu hoạt động solo vào tháng 10 năm 2015 với mini-album đầu tay I. Album đã bán được trên 100.000 bản và bài hát chủ đề "I" đã đạt trên 2.500.000 lượt tải về. Mini-album thứ hai của cô Why được phát hành vào tháng 6 năm 2016 đạt vị trí thứ nhất trên bảng xếp hạng Gaon Album Chart. Album đầu tay của cô, My Voice (2017) và ba đĩa đơn "11:11", "Fine",  "Make Me Love You" cũng đạt được những thành công tương tự. Với tư cách ca sĩ solo, Taeyeon đã nhận được một số giải thưởng, bao gồm sáu giải Golden Disk Awards, sáu giải Seoul Music Awards, bốn giải Mnet Asian Music Awards, ba giải Melon Music Awards và năm giải Gaon Chart Music Awards.

## Tiểu sử
Taeyeon được sinh ra vào ngày 9 tháng 3 năm 1989 tại thành phố Jeonju, Hàn Quốc. Gia đình của cô gồm bố mẹ, một người anh trai và một người em gái.
Vào lúc 13 tuổi, Taeyeon phát hiện ra rằng "tài năng duy nhất của cô là ca hát". Cô đăng ký vào SM Academy khi đang học trung học và đi từ Jeonju đến Seoul mỗi chủ nhật hàng tuần để học thanh nhạc. Năm 2004, giảng viên thanh nhạc lúc đó của Taeyeon, Jung Sun Won, nghệ danh The One, "muốn tài năng của cô được công nhận" và tạo cơ hội để cô được hát cùng mình trong bài hát "You Bring Me Joy". Sau đó, cô giành giải nhất tại cuộc thi SM Youth Best Competition và chính thức ký hợp đồng với và bắt đầu luyện tập tại SM Entertainment. Cuối cùng, cô ra mắt công chúng với tư cách là trưởng nhóm của nhóm nhạc nữ Girls' Generation vào năm 2007. Năm 2008, Taeyeon tốt nghiệp trường Trung học Nghệ thuật Jeonju và nhận được giải thưởng thành tựu trọn đời của trường.
Trước khi ra mắt, Taeyeon được truyền cảm hứng trở thành nghệ sĩ từ BoA. Cô "muốn được như BoA và hoạt động ở Nhật Bản cũng như trên toàn thế giới". Điều này trở thành hiện thực khi Girls' Generation bắt đầu hoạt động tại Nhật Bản vào năm 2010.

## Sự nghiệp

### 2007–11: Girls' Generation và các hoạt động cá nhân

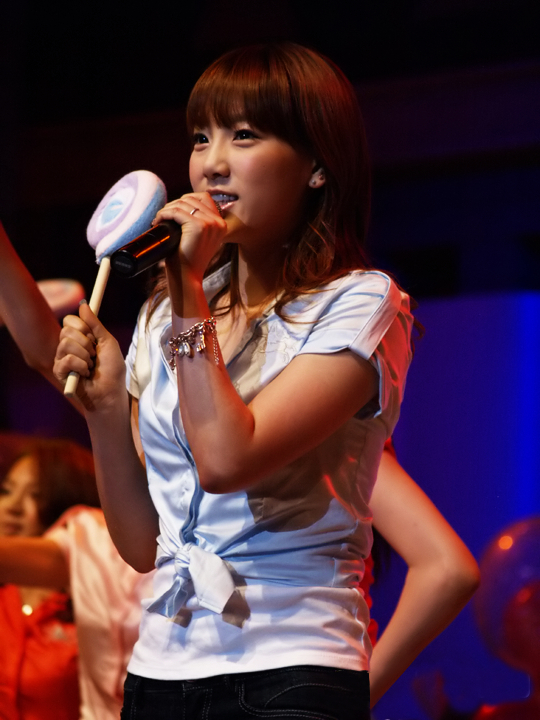
Taeyeon biểu diễn vào năm 2009

Taeyeon ra mắt công chúng với tư cách là thành viên nhóm nhạc nữ Hàn Quốc Girls' Generation vào tháng 7 năm 2007. Do những áp lực từ vị trí trưởng nhóm, cô đã mắc chứng mộng du trong một thời gian. Bên cạnh các hoạt động của nhóm, Taeyeon cũng tham gia vào một số hoạt động cá nhân. Năm 2008, Taeyeon phát hành hai bài hát solo bao gồm "If", nhạc phim của bộ phim truyền hình Hong Gil Dong và "Can You Hear Me", nhạc phim của bộ phim truyền hình Beethoven Virus. "If" trở nên nổi tiếng trên nhiều bảng xếp hạng âm nhạc trực tuyến, còn "Can You Hear Me" thì nhận được giải thưởng YEPP Popularity Award tại lễ trao giải Golden Disk Awards năm 2008. Ngoài ra, Taeyeon còn song ca với đàn anh cùng công ty Kangta trong bài hát "7989". Bài hát xuất hiện trong cả album đầu tay của Girls' Generation và album Eternity của Kangta. Tháng 4 năm 2008, Taeyeon trở thành người dẫn chương trình của chương trình phát thanh Kangin, Taeyeon's Chin Chin Radio cùng với Kangin, nghệ sĩ cùng công ty và thành viên nhóm nhạc nam Super Junior. Sau khi Kangin ngừng tham gia vào tháng 4 năm 2009, Taeyeon trở thành người dẫn chương trình duy nhất và chương trình được đổi tên thành Taeyeon's Chin Chin Radio. Chương trình kết thúc vào tháng 4 năm 2010.
Tháng 1 năm 2009, Taeyeon tham gia chương trình truyền hình thực tế We Got Married cùng với nghệ sĩ hài Jeong Hyeong-don. Trong chương trình, họ đóng giả một cặp vợ chồng và sống với nhau như vừa mới kết hôn. Sau đó cô xuất hiện trong bài hát "Seoul" bên cạnh các thành viên cùng nhóm Jessica, Sunny, Sooyoung và Seohyun cũng như một số thành viên của Super Junior nhằm mục đích quảng bá cho ngành du lịch của thành phố Seoul, Hàn Quốc. Tháng 9 năm 2009, Taeyeon song ca với Sunny trong bài hát "It's Love", nhạc phim của bộ phim truyền hình Heading to the Ground.
Từ tháng 2 đến tháng 8 năm 2010, Taeyeon trở thành người dẫn chương trình cho chương trình truyền hình Win Win cùng với Choi Hwa-jung, Kim Shin-young, Kim Seung-woo và thành viên nhóm nhạc nam 2PM Wooyoung. Ngày 7 tháng 5 năm 2010, cô lần đầu tiên tham gia diễn xuất trên sân khấu kịch trong vở nhạc kịch Midnight Sun, với nội dung dựa trên cuốn tiểu thuyết Nhật Bản Taiyō no uta của tác giả Aya Denkawa. Vai diễn của cô là Kaoru Amane, một cô gái 17 tuổi bị mắc căn bệnh khô da sắc tố nên không thể ra ngoài trời vào ban ngày. Cô tìm nghị lực sống bằng việc sáng tác nhạc và biểu diễn tại một nhà ga tàu hỏa vào mỗi tối. Taeyeon phải học chơi đàn ghita để tham gia vào vở nhạc kịch và đã nhận được những phản ứng tích cực cho vai diễn của mình. Chia sẻ về trải nghiệm này, Taeyeon cho biết đối với cô, việc phải vừa diễn xuất vừa hát là rất khó. Về âm nhạc, Taeyeon song ca với giảng viên thanh nhạc trước đây của mình, The One, trong bài hát "Like a Star", cũng như phát hành bài hát solo "I Love You", nhạc phim của bộ phim truyền hình Athena: Goddess of War. Hai bài hát lần lượt đạt vị trí thứ nhất và thứ hai trên bảng xếp hạng nhạc số hàng tuần của Gaon.
Năm 2011, Taeyeon song ca với Kim Bum-soo trong bài hát "Different". Bài hát đạt vị trí thứ 2 trên bảng xếp hạng nói trên. Hai ca sĩ gặp lại nhau 2 năm sau đó và song ca bài hát "Man and Woman" tại một concert.

### 2012–14: Girls' Generation-TTS và SM The Ballad

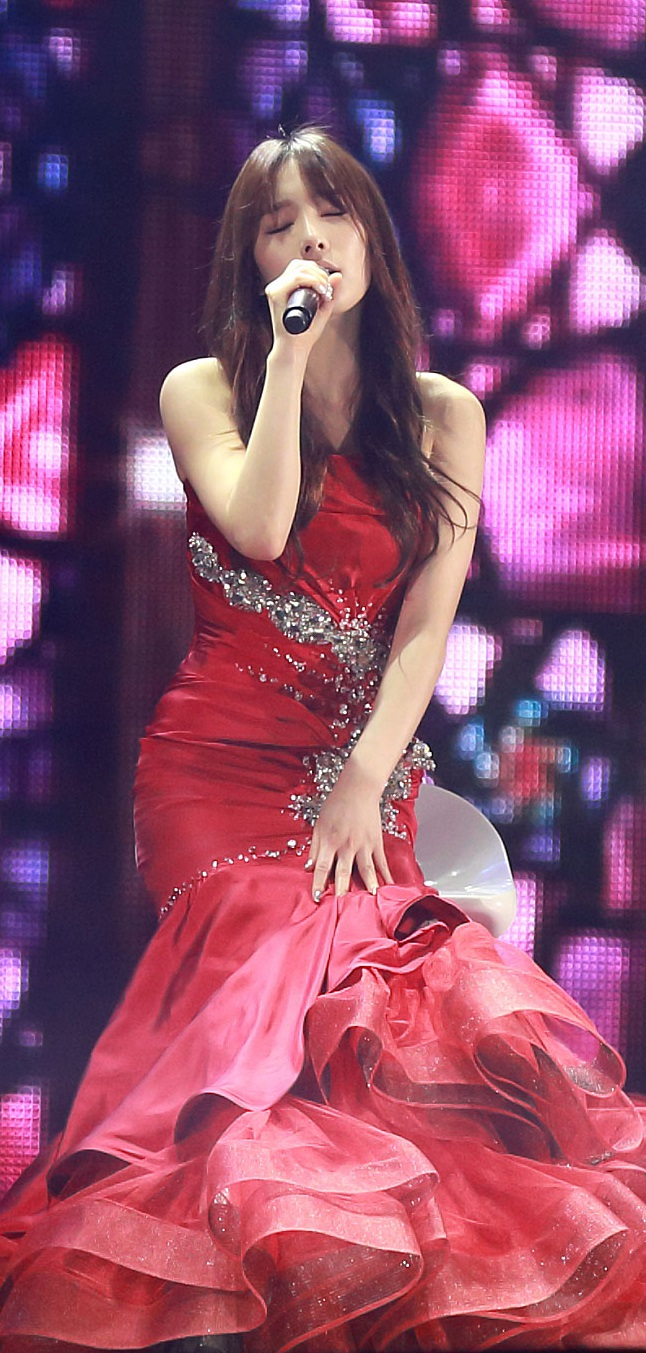
Taeyeon biểu diễn trong concert Märchen Fantasy của Girls' Generation vào tháng 12 năm 2013

Taeyeon tham gia vào việc lồng tiếng cho bộ phim hoạt hình Despicable Me (2010) và phần tiếp theo Despicable Me 2 (2013) cùng với thành viên cùng nhóm Seohyun lần lượt trong các vai Margo và Edith. Ngày 28 tháng 3 năm 2012, cô phát hành bài hát "Missing You Like Crazy", nhạc phim của bộ phim truyền hình The King 2 Hearts. Bài hát đạt vị trí thứ 2 trên bảng xếp hạng nhạc số hàng tuần của Gaon và bảng xếp hạng K-Pop Hot 100 của Billboard, đồng thời được chọn là bài hát nhạc phim nổi tiếng nhất tại lễ trao giải Seoul Drama Awards năm 2012. Ngoài ra, Taeyeon còn phát hành bài hát "Closer", nhạc phim của bộ phim truyền hình To the Beautiful You. Bài hát đạt vị trí thứ 7 trên cả hai bảng xếp hạng trên.
Tháng 5 năm 2012, Taeyeon trở thành thành viên của nhóm nhỏ Girls' Generation-TTS cùng với các thành viên cùng nhóm Tiffany và Seohyun với mini-album đầu tay Twinkle. Cả ba thành viên trở thành người dẫn chương trình cho chương trình truyền hình âm nhạc Music Core từ tháng 2 năm 2012 đến tháng 4 năm 2013.
Ngày 12 tháng 3 năm 2013, Taeyeon phát hành bài hát "And One", nhạc phim của bộ phim truyền hình That Winter, the Wind Blows. Bài hát lần lượt đạt vị trí thứ nhất và thứ hai trên bảng xếp hạng K-Pop Hot 100 của Billboard và bảng xếp hạng nhạc số hàng tuần của Gaon. Ngày 9 tháng 7 năm 2013, Taeyeon tiếp tục phát hành bài hát "Bye", nhạc phim của bộ phim điện ảnh Mr. Go.
Tháng 2 năm 2014, Taeyeon tham gia vào nhóm nhạc ballad SM the Ballad được thành lập từ năm 2010. Trong album thứ hai của nhóm, SM the Ballad Vol. 2 – Breath, cô song ca với Jonghyun, thành viên nhóm nhạc nam SHINee trong bài hát chủ đề "Breath", đồng thời xuất hiện trong bài hát solo "Set Me Free". "Breath" lọt vào top 10 trên cả bảng xếp hạng nhạc số hàng tuần của Gaon và bảng xếp hạng K-Pop Hot 100 của Billboard. Tháng 3 năm 2014, Taeyeon thu âm bài hát "Colorful" cho chiến dịch "The World Is More Beautiful Because We're Different" của kênh truyền hình JTBC.
Ngày 30 tháng 5 năm 2014, Taeyeon phát hành bài hát "Love, that One Word", nhạc phim của bộ phim truyền hình You're All Surrounded. Bài hát cũng lọt vào top 10 trên các bảng xếp hạng âm nhạc trực tuyến.

### 2015–17: Ra mắt với tư cách ca sĩ solo vàMy Voice

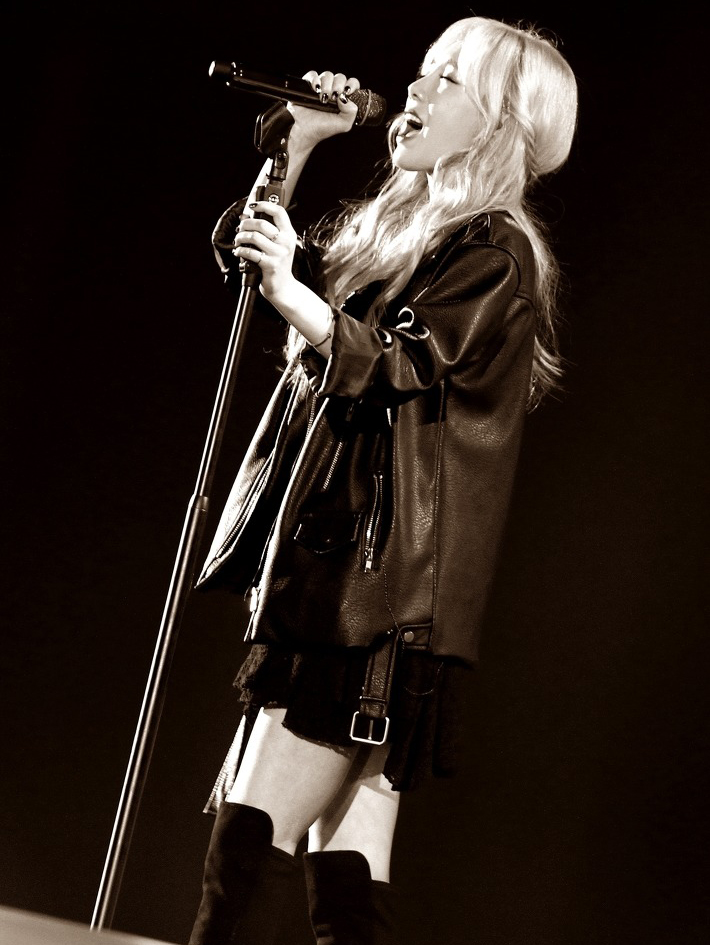
Kim Taeyeon trình diễn tại KBS Music Festival vào tháng 12 năm 2015.

Tháng 1 năm 2015, Taeyeon được trao giải thưởng Ca khúc chủ đề phim truyền hình Hallyu hay nhất tại lễ trao giải Seoul International Drama Awards lần thứ 10. Tháng 2 năm 2015, cô góp mặt trong bài hát "Shake that Brass" của Amber, nghệ sĩ cùng công ty và thành viên nhóm nhạc nữ f(x). Tháng 9 năm 2015, cô song ca với Yim Jae-beom trong bài hát "Scars Deeper Than Love".
Tháng 10 năm 2015, Taeyeon bắt đầu hoạt động với tư cách là một ca sĩ solo với việc phát hành mini-album đầu tay I cũng như tổ chức concert Taeyeon's Very Special Day tại SM COEX Artium. Cả mini-album và bài hát chủ đề cùng tên đều đạt vị trí thứ nhất lần lượt trên bảng xếp hạng album và bảng xếp hạng nhạc số tháng 10 năm 2015 của Gaon. Bài hát cũng giành chiến thắng 11 lần trên các chương trình âm nhạc. Concert cũng nhanh chóng bán hết vé và được bổ sung thêm một buổi diễn. Tháng 11 năm 2015, Taeyeon góp mặt trong bài hát "If the World Was a Perfect Place" nằm trong album thứ sáu của Verbal Jint. Ngày 2 tháng 12 năm 2015, Taeyeon giành chiến thắng tại hạng mục Nghệ sĩ nữ xuất sắc nhất tại lễ trao giải Mnet Asian Music Awards lần thứ 17. Tháng 1 năm 2016, Taeyeon nhận được các giải thưởng Bonsang tại lễ trao giải Seoul Music Awards lần thứ 25 và Digital Bonsang tại lễ trao giải Golden Disk Awards lần thứ 30. Cô cũng được thông báo là đang trong quá trình sản xuất một album solo mới. Ngày 22 tháng 1, Taeyeon góp mặt trong bài hát "Don't Forget" của nam ca sĩ Crush. Bài hát giành chiến thắng trên chương trình âm nhạc Show Champion vào ngày 27 tháng 1. Tháng 2 năm 2016, Taeyeon phát hành bài hát "Rain", mở đầu cho dự án Station của SM Entertainment. Bài hát giành chiến thắng trên chương trình âm nhạc Inkigayo vào ngày 14 tháng 2 và xuất hiện lần đầu tiên trên bảng xếp hạng nhạc số hàng tuần của Gaon ở vị trí thứ nhất.
Tháng 6 năm 2016, Taeyeon phát hành mini-album thứ hai Why với hai đĩa đơn "Starlight" và "Why". Tháng 7 năm 2016, cô bắt đầu tổ chức chuyến lưu diễn solo "Butterfly Kiss" và trở thành thành viên nhóm nhạc nữ Hàn Quốc đầu tiên thực hiện được điều này. Tháng 9 năm 2016, cô phát hành bài hát nhạc phim "All with You" của bộ phim truyền hình Scarlet Heart: Ryeo. Tháng 11 năm 2016, Taeyeon phát hành đĩa đơn nhạc số "11:11". Bài hát đạt vị trí thứ hai trên bảng xếp hạng nhạc số của Gaon. Sau đó cô giành chiến thắng lần thứ hai liên tiếp ở hạng mục Nữ nghệ sĩ xuất sắc nhất tại lễ trao giải Mnet Asian Music Awards lần thứ 18.
Tháng 2 năm 2017, Taeyeon phát hành album phòng thu đầu tiên My Voice với bài hát chủ đề "Fine". Cả album và bài hát đều đạt vị trí thứ nhất lần lượt trên Gaon Album Chart và Gaon Digital Chart. Tháng 4 năm 2017, phiên bản deluxe của My Voice được phát hành cùng với đĩa đơn "Make Me Love You". Bài hát đạt vị trí thứ tư trên bảng xếp hạng Gaon Digital Chart. Tháng 5 năm 2017, Taeyeon tổ chức chuyến lưu diễn châu Á "Persona". Chuyến lưu diễn khởi đầu tại Seoul và sau đó đi qua các thành phố Hồng Kông, Đài Bắc và Băng Cốc.
Ngày 12 tháng 12 năm 2017, Taeyeon phát hành mini-album thứ ba This Christmas: Winter is Coming. Để quảng bá cho album, cô đã tổ chức 3 đêm concert với tên gọi "The Magic of Christmas Time" tại trường Đại học Kyung Hee vào ngày 22, 23 và 24 tháng 12. Album đạt vị trí thứ 2 trên bảng xếp hạng Gaon Album Chart, và thứ 6 trên bảng xếp hạng Billboard World Albums Chart. Đĩa đơn "This Christmas" cũng đạt vị trí thứ 2 trên bảng xếp hạng Gaon Digital Chart.

### 2018–21: Ra mắt tại Nhật Bản vàPurpose

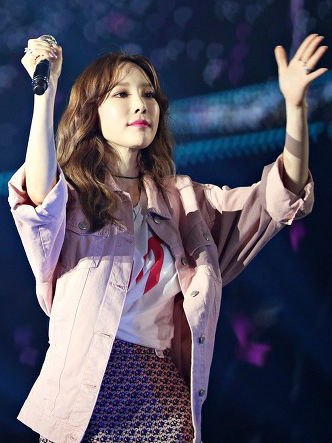
Taeyeon trình diễn tại Best of Best Concert vào tháng 4 năm 2018.

Tháng 6 năm 2018, Taeyeon phát hành EP thứ ba, Something New. EP đạt vị trí thứ 3 trên bảng xếp hạng Gaon Album Chart, và thứ 4 trên bảng xếp hạng Billboard World Albums Chart. Cũng trong tháng 6, cô bắt đầu chuyến lưu diễn "Japan Showcase Tour" tại Nhật Bản dành riêng cho các thành viên chính thức của câu lạc bộ fan Nhật Bản của SM Entertainment tại. Chuyến lưu diễn được tổ chức tại Fukuoka, Nagoya, Tokyo và Osaka. Sau thành công của chuyến lưu diễn, Taeyeon phát hành đĩa đơn tiếng Nhật đầu tay "Stay" vào ngày 30 tháng 6. Tháng 8 năm 2018, Taeyeon góp mặt trong nhóm nhỏ thứ hai của Girls' Generation với tên gọi Oh!GG bao gồm các thành viên của Girls' Generation đã tái kí hợp đồng với SM Entertainment sau khi hợp đồng trước đó của nhóm với công ty hết hạn. Nhóm phát hành đĩa đơn đầu tay "Lil' Touch" vào tháng 9. Từ tháng 10 năm 2018 đến tháng 3 năm 2019, Taeyeon tổ chức chuyến lưu diễn châu Á thứ hai, trong đó có buổi diễn ở AsiaWorld Expo Arena tại Hồng Kông, giúp cô trở thành nữ nghệ sĩ solo Hàn Quốc đầu tiên tổ chức concert tại đây.
Tháng 3 năm 2019, Taeyeon phát hành đĩa đơn nhạc số "Four Seasons" cùng với bài hát B-side "Blue". "Four Seasons" đạt vị trí thứ 6 trên bảng xếp hạng Billboard World Digital Songs và đứng đầu bảng xếp hạng Gaon Digital Chart của Hàn Quốc trong hai tuần liên tiếp. Đến nay bài hát đã đạt trên 100 triệu lượt stream và được Hiệp hội Âm nhạc Hàn Quốc chứng nhận bạch kim. Tháng 4 năm 2019, Taeyeon bắt đầu chuyến lưu diễn đầu tiên của mình tại Nhật Bản với tên gọi "~Signal~", với buổi diễn đầu tiên vào ngày 13 tháng 4 tại Fukuoka. Sau đó cô phát hành EP tiếng Nhật đầu tay, Voice, vào ngày 13 tháng 5. Nửa sau năm 2019, Taeyeon góp mặt trong chương trình truyền hình thực tế Begin Again của đài JTBC và biểu diễn trên đường phố tại Berlin và Amsterdam. Cô cũng thu âm bài hát nhạc phim "All About You" cho bộ phim truyền hình Hotel Del Luna của đài TvN; bài hát đứng đầu bảng xếp hạng Gaon Digital Chart trong hai tuần liên tiếp.

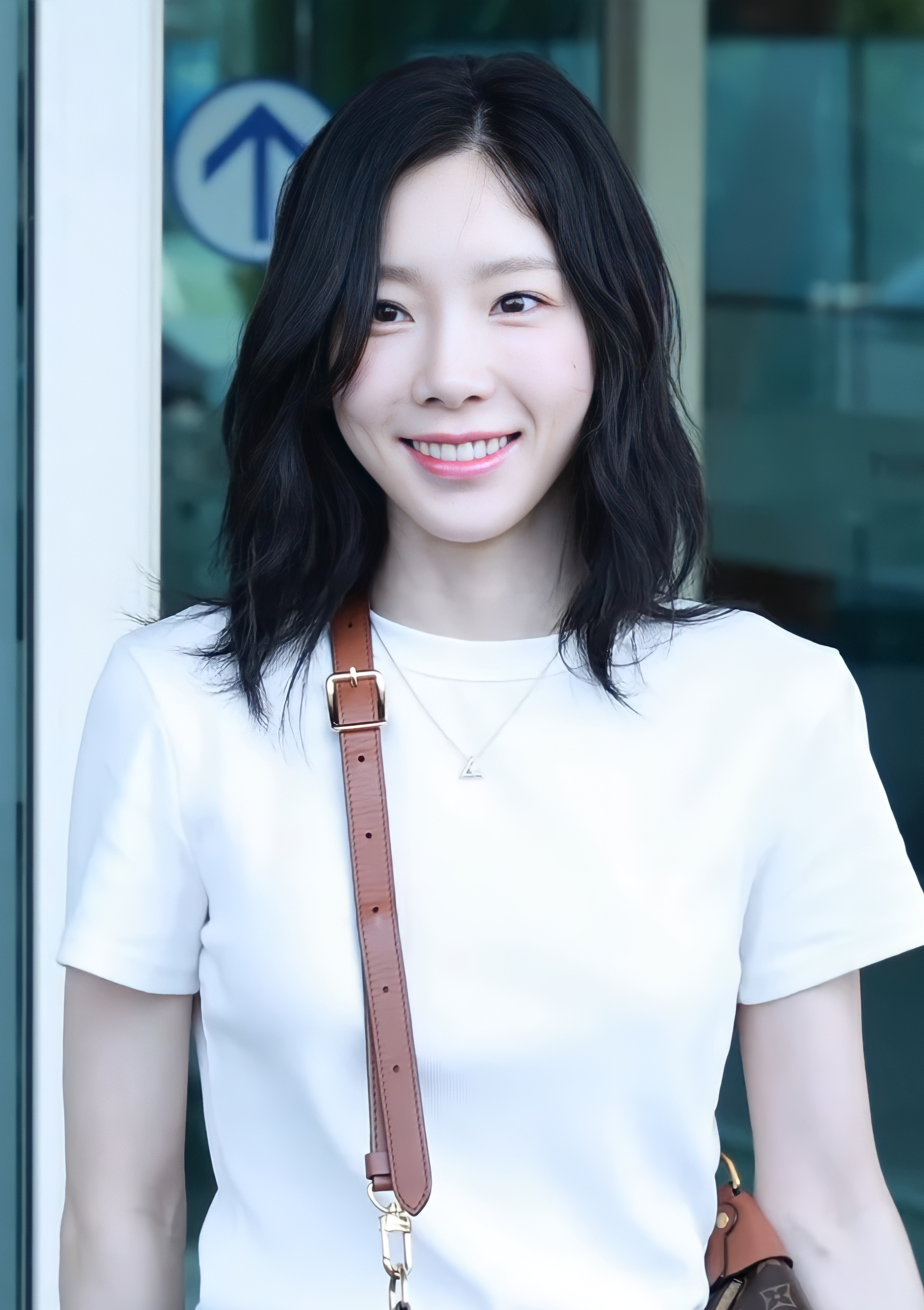
Taeyeon tại sân bay quốc tế Incheon vào tháng 7 năm 2023.

Ngày 28 tháng 10 năm 2019, Taeyeon phát hành album phòng thu thứ hai Purpose. Album đạt thứ hạng cao nhất ở vị trí thứ 2 tại Hàn Quốc. Bài hát chủ đề của album "Spark" cũng đạt vị trí thứ 2 trên bảng xếp hạng Gaon Digital Chart. Album được tái phát hành vào ngày 15 tháng 1 năm 2020, với ba bài hát mới trong đó có đĩa đơn "Dear Me".
Tháng 1 năm 2020, Taeyeon bắt đầu chuyến lưu diễn "The Unseen" và được công bố là sẽ tổ chức chuyến lưu diễn "Japan Tour 2020" tại 8 thành phố Nhật Bản. Sau đó cô được công bố là sẽ phát hành bài hát nhạc số "Happy" vào ngày sinh nhật của cô - 9 tháng 3, nhưng việc này đã bị hoãn lại sau khi bố của cô qua đời vào đúng ngày này. Thay vào đó bài hát được phát hành vào ngày 4 tháng 5. Ngày 30 tháng 10, Taeyeon phát hành mini-album tiếng Nhật thứ hai #GirlsSpkOut. Ngày 15 tháng 12, cô phát hành mini-album tiếng Hàn thứ tư What Do I Call You.
Tháng 5, 2021, Taeyeon góp mặt trong bài hát "If I Could Tell You" nằm trong mini-album Advice của Taemin. Tháng 6 năm 2021, cô phát hành đĩa đơn "Weekend". Bài hát đạt vị trí thứ 4 trên bảng xếp hạng Gaon Digital Chart. Tháng 8 năm 2021, Taeyeon góp mặt trong bài hát "Hate That..." của Key.

### 2022–nay:INVUvà những EP tiếp theo
Ngày 17 tháng 1 năm 2022, Taeyeon phát hành đĩa đơn mở đường "Can't Control Myself" cho album phòng thu thứ ba của mình. Album có tựa đề INVU và được phát hành vào ngày 14 tháng 2. INVU là album có doanh số tuần đầu tiên cao nhất từ trước đến nay của Taeyeon (142.019 bản) và đạt vị trí thứ 2 trên bảng xếp hạng Gaon Album Chart. Bài hát chủ đề cùng tên là bài hát đầu tiên đạt thành tích Perfect All-Kill trong năm 2022, và đã đứng đầu bảng xếp hạng Gaon Digital Chart trong 4 tuần liên tiếp.
Ngày 27 tháng 11 năm 2023, sau nhiều chuyến lưu diễn thành công của mình, Taeyeon đã cho ra mắt mini-album tiếp theo có tựa là To. X. Đến ngày 18 tháng 11 năm 2024, mini-album thứ bảy của cô mang tên Letter to Myself đã được ra mắt.

## Đời tư
Ngày 19 tháng 6 năm 2014, Taeyeon bắt đầu một mối quan hệ tình cảm với Baekhyun, nghệ sĩ cùng công ty và thành viên nhóm nhạc nam EXO. Sau hơn một năm hẹn hò, đại diện của hai nghệ sĩ xác nhận họ đã chia tay (Phía SM Entertainment cho biết vì lịch trình quá bận rộn nên họ không thể dành thời gian cho nhau và đây là lý do khiến tình cảm rạn nứt. Tuy nhiên, cả hai vẫn duy trì mối quan hệ tiền bối - hậu bối).
Cô cũng nổi tiếng vì chơi game rất giỏi, Đội trưởng của nhóm nhạc nữ đình đám SNSD thích ở nhà thay vì tụ tập ăn chơi vào ngày nghỉ. Một trong những thú tiêu khiển của cô nàng là chơi game trên điện thoại. Nữ ca sĩ từng đăng tải hình ảnh mình chơi game và bàn phím chơi game trên mạng xã hội. Cô kể mình luôn chơi game trước khi ngủ. Taeyeon cho hay: "Chơi game giúp tôi dễ buồn ngủ hơn".

## Danh sách đĩa nhạc
| Album phòng thu - My Voice (2017) - Purpose (2019) - INVU (2022) | Đĩa mở rộng - I (2015) - Why (2016) - This Christmas: Winter is Coming (2017) - Something New (2018) - Voice (2019) - #GirlsSpkOut (2020) - What Do I Call You (2020) - To. X (2023) - Letter to Myself (2024) |

## Danh sách phim

### Phim điện ảnh
| Phim                                                     | Năm  | Vai                | Ghi chú                  |
| -------------------------------------------------------- | ---- | ------------------ | ------------------------ |
| Kẻ trộm mặt trăng                                        | 2010 | Margo (lồng tiếng) | Phiên bản tiếng Hàn      |
| I AM. – SM Town Live World Tour in Madison Square Garden | 2012 | Chính mình         | Phim tài liệu về SM Town |
| Kẻ trộm mặt trăng 2                                      | 2013 | Margo (lồng tiếng) | Phiên bản tiếng Hàn      |
| My Brilliant Life                                        | 2014 | Chính mình         | Khách mời                |
| SM Town the Stage                                        | 2015 | Chính mình         | Phim tài liệu về SM Town |

### Phim truyền hình
| Phim                           | Năm  | Kênh | Vai                     | Ghi chú           |
| ------------------------------ | ---- | ---- | ----------------------- | ----------------- |
| Unstopable Marriage            | 2008 | KBS  | Công chúa Bulgwang-dong | Khách mời; tập 64 |
| Salamander Guru and the Shadow | 2012 | SBS  | Chính mình              | Khách mời; tập 3  |
| The Producers                  | 2015 | KBS  | Chính mình              | Khách mời; tập 1  |

### Chương trình truyền hình
| Năm        | Chương trình       | Kênh    | Vai trò            | Ghi chú                                               |
| ---------- | ------------------ | ------- | ------------------ | ----------------------------------------------------- |
| 2009       | We Got Married     | MBC     | Chính mình         | Mùa 1; tập 42–54                                      |
| 2010       | Win Win            | KBS     | Dẫn chương trình   |                                                       |
| 2012–2013  | Show! Music Core   | MBC     | Dẫn chương trình   |                                                       |
| 2014       | Hidden Singer      | JTBC    | Thí sinh           | Mùa 3                                                 |
| 2015       | Daily Taengoo Cam  | OnStyle | Chính mình         | Chương trình thực tế đầu tiên của cô                  |
| 2019       | Begin Again: Mùa 3 | JTBC    | Thành viên đội hai | Tập 7-12                                              |
| 2019       | Petionista Taengoo | V Live  | Đội hình chính     |                                                       |
| 2020 - nay | DoReMi Market      | tvN     | Diễn viên          | Tập 135 – nay                                         |
| 2021       | Petkage            | JTBC    | Dẫn chương trình   | Cùng với Kim Hee-chul, Kang Ki-young và Hong Hyun-hee |
| 2022       | Queendom           | Mnet    | Dẫn chương trình   | Mùa 2 (cùng với Lee Young-jin)                        |
| 2023       | Queendom Puzzle    | Mnet    | Dẫn chương trình   |                                                       |

## Sân khấu kịch
| Vở kịch      | Năm  | Vai         | Ghi chú  |
| ------------ | ---- | ----------- | -------- |
| Midnight Sun | 2010 | Kaoru Amane | Nữ chính |

## Chuyến lưu diễn
- The AGIT "A Very Special Day" (2015)
- Butterfly Kiss (2016)
- Persona (2017)
- This Christmas -The Magic Of Christmas Time (2017)
- Taeyeon - Japan Show Case Tour (2018)
- 'S...Taeyeon Concert (2018)
- Japan Tour: Signal (2019)
- FANMEETING "Inside - TAEYEON with S♡NE" (2019)
- Japan Fanmeeting "Atelier" (2019)
- The UNSEEN (2020)
- The ODD Of LOVE (2023)
- The Tense (2025)

## Giọng hát
- Loại giọng: Full Lyric Soprano (Nữ cao trữ tình đầy đặn)
- Quãng giọng: C3 ~ G#5 ~ F6
- Supported range (quãng hát hỗ trợ): G3/G#3 ~ C#5/D5 ~ F5 (bao gồm headvoice)

## Giải thưởng và đề cử
Kể từ khi ra mắt công chúng với tư cách là thành viên của Girls' Generation, Taeyeon đã nhận được nhiều đề cử và giải thưởng cho các hoạt động cá nhân của mình trong các lĩnh vực nhạc phim, dẫn chương trình phát thanh và sân khấu nhạc kịch. Sau khi bắt đầu hoạt động với tư cách là ca sĩ solo, cô đã giành chiến thắng ở hạng mục Nghệ sĩ nữ xuất sắc nhất tại lễ trao giải Mnet Asian Music Awards lần thứ 17, cũng như hạng mục Bonsang tại các lễ trao giải Seoul Music Awards lần thứ 25 và Golden Disk Awards lần thứ 30.
Vào năm 2020, tại lễ trao giải
Seoul Music Awards lần thứ 29 Taeyeon đã xuất sắc giành được 3 giải thưởng lần lượt là Bonsang, OST và giải Daesang Nhạc Số danh giá trong sự nghiệp solo của cô.